# Мурхед (Мисисипи)
Мурхед (енгл. Moorhead) град је у америчкој савезној држави Мисисипи.

## Демографија
По попису из 2010. године број становника је 2.405, што је 168 (-6,5%) становника мање него 2000. године.
| Група             | 2000.         | 2010.         |
| Белци             | 521 (20,2%)   | 393 (16,3%)   |
| Афроамериканци    | 2.032 (79,0%) | 1.985 (82,5%) |
| Азијати           | 5 (0,2%)      | 5 (0,2%)      |
| Хиспаноамериканци | 32 (1,2%)     | 16 (0,7%)     |
| Укупно            | 2.573         | 2.405         |